# Hollington (East Sussex)
Hollington è un quartiere di Hastings nella contea dell'East Sussex, in Inghilterra.
L'area si trova vicino a Baldslow, Ashdown e North and Conquest, a meno di 8 km a sud-est di Battle, nell'East Sussex, dove ha sede l'omonima abbazia che commemora la vittoria di Guglielmo il Conquistatore nella battaglia di Hastings del 1066. Si ritiene che l'area fosse stata occupata sin dall'epoca romana, prima di diventare terreno agricolo e successivamente sviluppata a partire dagli anni trenta del Novecento.